# 图巴朗
图巴朗是巴西圣卡塔琳娜州的一个市镇。总面积300.273平方公里，总人口92569人，人口密度308.3人/平方公里。